# The Village (serial telewizyjny)
The Village – amerykański serial telewizyjny (dramat obyczajowy) wyprodukowany przez  6107 Productions oraz Universal Television, którego twórcą jest Mike Daniels. Serial był emitowany od 19 marca 2019 roku do 21 maja 2019 roku przez NBC.

Pod koniec maja 2019 roku, stacja NBC anulowała serial po jednym sezonie.
W Polsce serial jest emitowany od 7 maja 2019 roku przez Canal +.
Serial opowiada życiu i pracy mieszkańców jednego z budynku na Brooklynie.

## Obsada

### Główna
- Moran Atias jako Edda[4]
- Michaela McManus jako Sarah[5]
- Frankie Faison jako Ron[5]
- Jerod Haynes jako Ben[5]
- Grace Van Dien jako Katie[6]
- Warren Christie jako Nick[7]
- Daren Kagasoff jako Gabe Deluca[8]
- Lorraine Toussaint jako Patricia[9]
- Dominic Chianese jako Enzo[9]

### Drugoplanowa
- Ben Ahlers jako Liam
- Hailey Kilgore[10]
- Guy Lockard[11]
- Katrina Lenk jako Claire
- Deborah Ayorinde jako Dana

## Odcinki
| Sezon | Odcinki | Oryginalna emisja w NBC | Oryginalna emisja w NBC | Polska emisja w Canal+ Seriale | Polska emisja w Canal+ Seriale |
| Sezon | Odcinki | Premiera sezonu         | Finał sezonu            | Premiera sezonu                | Finał sezonu                   |
| ----- | ------- | ----------------------- | ----------------------- | ------------------------------ | ------------------------------ |
| 1     | 10      | 19 marca 2019           | 21 maja 2019            | 7 maja 2019                    | 4 czerwca 2019                 |

### Sezon 1 (2019)
| Nr | Tytuł                 | Reżyseria        | Scenariusz                  | Premiera w NBC   | Premiera w Canal+ Seriale |
| -- | --------------------- | ---------------- | --------------------------- | ---------------- | ------------------------- |
| 1  | Pilot                 | Minkie Spiro     | Mike Daniels                | 19 marca 2019    | 7 maja 2019               |
| 2  | Good Thing            | Peter Sollett    | Mike Daniels                | 26 marca 2019    | 7 maja 2019               |
| 3  | In Your Bones         | Peter Sollett    | Erika L. Johnson            | 2 kwietnia 2019  | 14 maja 2019              |
| 4  | Heart on Fire         | Steven DePaul    | Abdi Nazemian               | 9 kwietnia 2019  | 14 maja 2019              |
| 5  | Laid Bare             | Steven DePaul    | Regina Corrado              | 16 kwietnia 2019 | 21 maja 2019              |
| 6  | Yes or No             | Steven Tsuchida  | Wolfe Coleman               | 23 kwietnia 2019 | 21 maja 2019              |
| 7  | Couldn't Not Love You | Steven Tsuchida  | Elizabeth Laime             | 30 kwietnia 2019 | 28 maja 2019              |
| 8  | Choosing to Hope      | Minkie Spiro     | Natalie Smyka               | 7 maja 2019      | 28 maja 2019              |
| 9  | I Am Defiant          | Marta Cunningham | Terrence Coli               | 14 maja 2019     | 4 czerwca 2019            |
| 10 | I Have Got You        | Cheryl Dunye     | Mike Daniels, Wolfe Coleman | 21 maja 2019     | 4 czerwca 2019            |

## Produkcja
W lutym 2018 roku, ogłoszono obsadę serialu, do której dołączyli: Moran Atias, Michaela McManus, Frankie Faison, Jerod Haynes, Grace Van Dien, Warren Christie, Daren Kagasoff, Lorraine Toussaint oraz Dominic Chianese.
7 maja 2018 roku, stacja NBC ogłosiła  zamówienie pierwszego sezonu dramatu, który zadebiutuje w sezonie telewizyjnym 2018/2019.
W grudniu 2018 roku, poinformowano, że  Hailey Kilgore oraz Robert Gossett
zagrają w serialu.
Pod koniec maja 2019, stacja NBC poinformowała, że drugi sezon serii nie powstanie.